# Kristina Lilley
Kristina Lilley (Nova York, 31 d'agost del 1963) és una actriu estatunidenca nacionalitzada colombiana. És coneguda per interpretar a Gabriela Acevedo de Elizondo a la famosa telenovel·la colombiana Pasión de Gavilanes i a l'antagònica Edelmira Carranza Vda. de Guerrero a La Tormenta, a més a més de ser la dolenta a la telenovel·la Chepe Fortuna interpretant a Malvina.

## Biografia
Filla de pare estatunidenc i mare noruega, als 3 anys la família va a viure a Colòmbia, posteriorment s'identifica amb la cultura colombiana. Es va llicenciar de biòloga a la Universitat Javierana i té més de 30 anys d'experiència a la seva carrera.
Al 2015 és l'antagonista de la telenovela ¿Quién mató a Patricia Soler? compartint crèdits amb Itatí Cantoral i Miguel de Miguel. L'any següent va interpretar a María Eugenia Domínguez a la telenovela La ley del corazón. També ha treballat en una producció de RCN Televisión a la telenovela Venganza y El Comandante. Al 2018 actua a La mama del 10 interpretant a Eugenia producció de Caracol Televisión. Posteriorment participa a les sèries El Barón, El general Naranjo i Más allá de tiempo. Participa a la telenovela La venganza de Analia també producció de Caracol Televisión l'any 2020. A l'any 2021 va particiàr a Enfermeras interpretant a Sofia de Mackenzie. I en aquest mateix any, la cadena Telemundo confirma que hi haurà una segona temporada de la famosa telenovela Pasión de Gavilanes, on Kristina Lilley tornarà a interpretar a Gabriela Acevde Vd. de Elizondo.

## Vida Privada
Es va casar amb Òscar Suárez, tots dos eren joves. La parella va tenir dues filles, la primera filla va néixer el 5 de setembre de l'any 1989 i és diu Maegan Suárez. La segona filla va néixer el 4 de desembre del 1993 i és diu Rakel Suárez. Al final, la parella es va divorciar a l'any 2004.
Als començament de l'any 2009, Kristina va començar a sortir i a tenir una relació amb el filòsof colombià Mauricio Lombana.

## Filmografia

### Televisió
| Any             | Títol                                 | Personatge                                              | Canal                         |
| --------------- | ------------------------------------- | ------------------------------------------------------- | ----------------------------- |
| 1976            | Amigas                                |                                                         |                               |
| 1976-1978       | The Wilson Family                     |                                                         | Inravisión                    |
| 1988            | Jeremias mujeres mias                 |                                                         |                               |
| 1989            | Azúcar                                | Alejandrina Vallecilla                                  | Cadena Dos                    |
| 1990            | Laura por favor                       | (Mare de Laura)                                         | Cadena Dos                    |
| 1991            | La casa de las dos palmas             | Matilde Herreros.                                       | Cadena Dos                    |
| 1992            | Sangre de lobos                       | Carolina Millán                                         | Canal A                       |
| 1993            | Señora Isabel                         | Rosario Domínguez                                       | Cadena Uno                    |
| 1993            | Pasiones secretas                     | Delfina Fonseca de Estévez                              | Cadena Uno                    |
| 1994            | Almas de Piedra                       | Laura de Guzmán                                         | Cadena Uno                    |
| 1994            | Amanda, tortas y suspiros             | Leticia Córdoba                                         | Cadena Uno                    |
| 1995            | La otra mitad del sol                 | Soledad                                                 | Canal A                       |
| 1995            | El manantial                          | María Julia Arciniegas                                  | Canal A                       |
| 1996            | Copas amargas                         | Marcela Londoño                                         | Canal A                       |
| 1996            | Las ejecutivas                        | Mónica Uribe                                            | Caracol Televisión            |
| 1997            | Dios se lo pague                      | Ofelia Spencer de Richardson                            | Caracol Televisión            |
| 1998            | La dama del pantano                   | Katia                                                   | Caracol Televisión            |
| 2003-2004, 2022 | Pasión de gavilanes                   | Gabriela Acevedo Viuda de Elizondo / Escandón           | Telemundo / Caracol Televisió |
| 2004-2005       | La mujer en el espejo                 | Regina Soler                                            | Telemundo                     |
| 2005-2006       | La tormenta                           | Edelmira Carranza de Guerrero                           | Telemundo                     |
| 2005-2007       | Decisiones                            | Linda / Gineth                                          | Telemundo                     |
| 2006            | Alma pirata                           | Miriam                                                  | Telefe                        |
| 2007            | Dame chocolate                        | Grace Remington                                         | Telemundo                     |
| 2009            | El penúltimo beso                     | Victoria                                                | Canal RCN                     |
| 2010            | Chepe Fortuna                         | Malvina Samper Viuda de Cabrales                        | Canal RCN                     |
| 2010            | Decisiones extremas                   | Ep: A imagen y semejanza                                | Telemundo                     |
| 2011            | La traicionera                        | Ana María "Annie" de Sanint                             | Canal RCN                     |
| 2011-2015       | Mujeres al límite                     | Eugenia / Lina / Patricia Salgado                       | Caracol Televisión            |
| 2012            | Mujeres asesinas                      | Nina, La Desconfiada.                                   | Canal RCN                     |
| 2013-2015       | Cumbia Ninja                          | Aurelia, ama de les claus                               | Fox Channel                   |
| 2014            | La viuda negra                        |                                                         | UniMas                        |
| 2015            | ¿Quién mató a Patricia Soler?         | Alba Sinisterra                                         | Mundo Fox                     |
| 2015            | Esmeraldas                            | Esmeralda Ortega (mayor)                                | Caracol Televisión            |
| 2015            | Celia                                 | Jueza                                                   | Telemundo                     |
| 2015            | Dulce amor                            | Elena Vargas Vda. de Toledo / Elena Vargas de Fernández | Caracol Televisión            |
| 2015            | La pelu                               | Pato                                                    | Citytv                        |
| 2016-2019       | La ley del corazón                    | María Eugenia Domínguez                                 | Canal RCN                     |
| 2017            | Venganza                              | Rosaura Castillo                                        | Canal RCN                     |
| 2017            | El Comandante                         | Megan Bradley                                           | Canal RCN                     |
| 2017            | Polvo carnavalero                     | Ester 'Estersita'                                       | Caracol Televisión            |
| 2017            | Infieles                              |                                                         | Canal 1                       |
| 2018            | La mamá del 10                        | Eugenia                                                 | Caracol Televisión            |
| 2019            | El Baron                              | Ana Farley                                              | Telemundo                     |
| 2019            | Más allá del tiempo                   | Benedikta Zur Nieden de Echavarría                      | Teleantioquia                 |
| 2019-2020       | El general Naranjo                    | Marina de Luque                                         | Fox Premium                   |
| 2020            | La Nocturna 2                         | Julia Vda. de Velandia                                  | Caracol Televisión            |
| 2020            | Decisiones: Unos ganan, otros pierden | Nicole                                                  | Telemundo                     |
| 2020            | La venganza de Analía                 | Andrea Correa / Susana Guerrero                         | Caracol Televisión            |
| 2021            | Enfermeras                            | Sofia de Mackenzie                                      | Canal RCN                     |
| 2021            | Lala's Spa                            | Lucía Ponce de León (Actuació especial)                 | Canal RCN                     |
| 2021            | Natalia. crimen y castigo             | Julia                                                   | Canal Trece                   |

### Cinema
| Any  | Títol                | Personatge         |
| ---- | -------------------- | ------------------ |
| 2004 | Rosario Tijeras      | Mamá de Emilio     |
| 2007 | Amores ilícitos      |                    |
| 2009 | The Whole Truth      | Detective Winslow. |
| 2010 | Plata o plomo        | Beatriz            |
| 2012 | El paseo 2           | Isabel             |
| 2016 | CINCO                |                    |
| 2017 | Órbita 9             | Katherine          |
| 2017 | The Belko Experiment | Sarah Mariana      |
| 2017 | Regreso a casa       | Barbara Clarke     |
| 2018 | ¿Cómo te llamas?     | Celia              |
| 2019 | Perseguidas          | Francisca Suárez   |

## Premis i Nominacions

### Premis TVyNovelas
(Premis organitzats per la revista colombiana homònima)
| Any  | Categoria                              | Telenovela          | Resultat   |
| ---- | -------------------------------------- | ------------------- | ---------- |
| 2016 | Millor actriu antagònica de telenovela | Dulce amor          | Nominada   |
| 2011 | Millor actriu antagònica de telenovela | Chepe Fortuna       | Guanyadora |
| 2004 | Millor actriu antagònica               | Pasión de Gavilanes | Nominada   |
| 1997 | Millor actriu Protagònica De Sèrie     | Copas amargas       | Nominada   |
| 1994 | Millor Actriu de Repart de l'Any       | Pasiones secretas   | Nominada   |
| 1992 | Millor Actriu Revelació de l'Any       | Azúcar              | Guanyadora |

### Premis India Catalina
| Any  | Categoria               | Telenovela                | Resultat   |
| ---- | ----------------------- | ------------------------- | ---------- |
| 1997 | Millor Actriu Principal | Copas amargas             | Guanyadora |
| 1996 | Millor Actriu de Repart | La otra mitad del sol     | Nominada   |
| 1994 | Millor Actriu de Repart | Pasiones secretas         | Nominada   |
| 1991 | Millor Actriu de Repart | La casa de las dos palmas | Nominada   |

### Altres Premis
ACPE
- Millor Actriu per Copas amargas

PLACA DEL PROGARAMA SWEET
- Millor Actriu de Repart per Pasión de Gavilanes

ORQUÍDEA USA
- Millor Actriu Coprotagònica per La mujer en el espejo